# Ульянов, Георгий Владимирович
Гео́ргий Влади́мирович Улья́нов (12 сентября 1985, Ленинград) — российский футболист, защитник.

## Карьера
Воспитанник школы петербургского «Динамо».
В 2004—2007 годах играл в составе ярославского «Шинника». За команду сыграл только один матч: 6 ноября 2005 года провёл первый тайм в матче Премьер-лиги против ФК «Москва».
Сезоны 2007/2008 провёл за латвийский «Динабург». В 2010 году играл в «Шексне».